# Кикнурский район
Ки́кнурский райо́н — административно-территориальная единица (район) на юго-западе Кировской области России. В рамках организации местного самоуправления в границах района существует муниципальное образование Кикнурский муниципальный округ (с 2004 до 2020 гг. — муниципальный район).
Административный центр — посёлок городского типа Кикнур.

## География
Площадь — 1680 км². Основные реки — Большая Кокшага, Большой Кундыш, Уста, Ошма, Ваштранга.

## Население
| 1939   | 1970    | 1979    | 1989    | 2002    | 2009    | 2010  | 2011  |
| ------ | ------- | ------- | ------- | ------- | ------- | ----- | ----- |
| 50 644 | ↘21 644 | ↘18 581 | ↘16 336 | ↘13 228 | ↘11 092 | ↘9795 | ↘9739 |
| 2012   | 2013    | 2014    | 2015    | 2016    | 2017    | 2018  | 2019  |
| ↘9280  | ↘8852   | ↘8556   | ↘8304   | ↘8085   | ↘7966   | ↘7784 | ↘7499 |
| 2020   | 2021    |         |         |         |         |       |       |
| ↘7225  | ↘6833   |         |         |         |         |       |       |

### Урбанизация
Городское население (рабочий посёлок Кикнур) составляет  60,75 % от всего населения района (округа).

## История
Район образован 14 июля 1929 года в составе Котельнического округа Нижегородского края. С 1934 года район — в составе Кировского края, а с 1936 года — в Кировской области.
5 февраля 1945 года Кикнурский район был разукрупнен в связи с созданием Корляковского района. 30 сентября 1955 года Корляковский район был упразднен и часть его сельсоветов были переданы в состав Кикнурского района. На основании указа Президиума Верховного Совета РСФСР от 14 ноября 1959 года Кикнурский район был ликвидирован с передачей его территорий Санчурскому и Яранскому районам.
Указом Президиума Верховного Совета РСФСР от 19 апреля 1965 года Кикнурский район был вновь восстановлен из тех же территорий.

## Населённые пункты
В Кикнурский район (муниципальный округ) входит 81 населённый пункт, в том числе один городской (рабочий посёлок) и 80 сельских населённых пунктов.
| №  | Название          | Тип     | Население |
| -- | ----------------- | ------- | --------- |
| 1  | Кикнур            | пгт     | ↘4151     |
| 2  | Абрамово          | деревня | 73        |
| 3  | Аксёново          | деревня | 0         |
| 4  | Андрияхи          | деревня | 2         |
| 5  | Бажино            | деревня | 27        |
| 6  | Барышники         | деревня | 16        |
| 7  | Беляево           | село    | 208       |
| 8  | Березовка         | деревня | 146       |
| 9  | Большая Лыжня     | деревня | 0         |
| 10 | Большая Люя       | деревня | 2         |
| 11 | Большое Салтаево  | деревня | 19        |
| 12 | Большое Шарыгино  | деревня | 306       |
| 13 | Большой Кулянур   | деревня | 17        |
| 14 | Большой Шудум     | деревня | 66        |
| 15 | Ваштранга         | деревня | 271       |
| 16 | Вершаки           | деревня | 16        |
| 17 | Высокое Поле      | деревня | 1         |
| 18 | Гудинцы           | деревня | 0         |
| 19 | Гуслянка          | деревня | 20        |
| 20 | Ендур             | деревня | 5         |
| 21 | Ермолкино         | деревня | 15        |
| 22 | Ивановские        | деревня | 121       |
| 23 | Каргазы           | деревня | 6         |
| 24 | Кожевники         | деревня | 2         |
| 25 | Кокшага           | деревня | 121       |
| 26 | Кокшага           | село    | 326       |
| 27 | Красная Горка     | село    | 8         |
| 28 | Кресты            | деревня | 102       |
| 29 | Кряжево           | деревня | 3         |
| 30 | Кузнецы           | деревня | 7         |
| 31 | Кукнур            | деревня | 41        |
| 32 | Куршаки           | деревня | 0         |
| 33 | Кушнур            | деревня | 3         |
| 34 | Лужанка           | деревня | 89        |
| 35 | Льнозавод         | посёлок | 34        |
| 36 | Майда             | деревня | 15        |
| 37 | Макарье           | село    | 181       |
| 38 | Малая Лыжня       | деревня | 56        |
| 39 | Малиновка         | посёлок | 55        |
| 40 | Малое Салтаево    | деревня | 22        |
| 41 | Малое Шарыгино    | деревня | 80        |
| 42 | Малый Шудум       | деревня | 26        |
| 43 | Марийская Толшева | деревня | 0         |
| 44 | Мельники          | деревня | 10        |
| 45 | Митрофаново       | деревня | 47        |
| 46 | Муреево           | деревня | 57        |
| 47 | Навалихи          | деревня | 3         |
| 48 | Нижнята           | деревня | 0         |
| 49 | Нолинские         | деревня | 6         |
| 50 | Оленево           | деревня | 5         |
| 51 | Орлово            | деревня | 18        |
| 52 | Падерино          | село    | 82        |
| 53 | Пайбулатово       | деревня | 19        |
| 54 | Пама              | деревня | 1         |
| 55 | Панчурга          | деревня | 63        |
| 56 | Пелеснур          | деревня | 83        |
| 57 | Перминовские      | деревня | 21        |
| 58 | Пески             | деревня | 4         |
| 59 | Пижанчурга        | деревня | 44        |
| 60 | Потняк            | село    | 272       |
| 61 | Потухино          | деревня | 0         |
| 62 | Путиново          | деревня | 33        |
| 63 | Русская Толшева   | деревня | 1         |
| 64 | Русская Шудумка   | деревня | 2         |
| 65 | Русские Краи      | село    | 359       |
| 66 | Светлаки          | деревня | 9         |
| 67 | Смотрино          | деревня | 0         |
| 68 | Терехи            | деревня | 3         |
| 69 | Тимаево           | деревня | 8         |
| 70 | Турусиново        | деревня | 108       |
| 71 | Тырышкино         | село    | 216       |
| 72 | Улеш              | село    | 62        |
| 73 | Урма              | деревня | 5         |
| 74 | Ушаково           | деревня | 31        |
| 75 | Цекеево           | деревня | 74        |
| 76 | Цекеево           | село    | 201       |
| 77 | Чаща              | деревня | 29        |
| 78 | Шамаки            | деревня | 0         |
| 79 | Шапта             | село    | 377       |
| 80 | Шудумары          | деревня | 8         |
| 81 | Юльял             | деревня | 56        |

## Муниципальное устройство
В рамках организации местного самоуправления в границах района функционирует Кикнурский муниципальный округ (с 2004 до 2020 года — муниципальный район).
С конца 2004 до 1 апреля 2014 года в муниципальный район входили 7 муниципальных образований, в том числе 1 городское и 6 сельских поселений:
1. Кикнурское городское поселение,
2. Ваштрангское сельское поселение,
3. Кокшагское сельское поселение,
4. Потняковское сельское поселение,
5. Русскокраинское сельское поселение,
6. Цекеевское сельское поселение,
7. Шаптинское сельское поселение.

Законом Кировской области от 5 марта 2014 года, все сельские поселения Кикнурского района объединены в Кикнурское сельское поселение с административным центром в деревне Ваштранга..
С апреля 2014 до января 2020 гг. в муниципальный район входили 2 муниципальных образования  — одно городское и одно сельское поселения:
| № | Муниципальное образование с 2014 до 2020 гг. | Административный центр | Количество населённых пунктов | Население, чел. |
| - | -------------------------------------------- | ---------------------- | ----------------------------- | --------------- |
| 1 | Кикнурское городское поселение               | пгт Кикнур             | 12                            | ↘4931           |
| 2 | Кикнурское сельское поселение                | деревня Ваштранга      | 69                            | ↘2294           |

В январе 2020 года муниципальный район и все входившие в его состав городское и сельское поселения были упразднены и объединены в единое муниципальное образование — Кикнурский муниципальный округ (с переходным периодом до января 2021 года).
Район как административно-территориальная единица области сохранил свой статус, но входивший в состав района сельский округ упразднён.

## Председатели райисполкома
С 1929 по 1991 годы в райисполкоме председательствовали:
| Ф. И. О.                                        | Время замещения должности    |
| ----------------------------------------------- | ---------------------------- |
| Малов Иван Степанович — партийный деятель       | июль 1929 – август 1930      |
| Шустов Степан Матвеевич                         | сентябрь 1930 – октябрь 1931 |
| Козьминых Александр Ермолаевич                  | октябрь 1931 – февраль 1933  |
| Еремеев Иван Николаевич                         | март 1933 – декабрь 1934     |
| Мансуров Василий Васильевич                     | декабрь 1934 – сентябрь 1937 |
| Нуждин Федор Васильевич                         | сентябрь 1937 – март 1944    |
| Швецов Дмитрий Яковлевич                        | июнь 1944 – июль 1947        |
| Деменев Дмитрий Тарасович                       | июль 1947 – ноябрь 1948      |
| Поликарпов Николай Иванович — партийный деятель | февраль 1949 – январь 1956   |
| Макаров Павел Сергеевич — партийный деятель     | январь – ноябрь 1956         |
| Кокорин Алексей Иванович                        | январь 1957 – март 1958      |
| Жданов Николай Иванович                         | апрель 1958 – ноябрь 1959    |
| Тюльканов Александр Пантелеевич                 | апрель 1965 – август 1970    |
| Криницын Юрий Иванович                          | август 1970 – октябрь 1974   |
| Бутин Александр Александрович                   | октябрь 1974 – ноябрь 1975   |
| Михалев Василий Андреевич                       | декабрь 1975 – декабрь 1986  |
| Поспелов Анатолий Григорьевич                   | декабрь 1986 – март 1989     |
| Красилов Александр Васильевич                   | апрель 1989 – февраль 1991   |
| Поспелов Анатолий Григорьевич                   | февраль – декабрь 1991       |